# After Eight

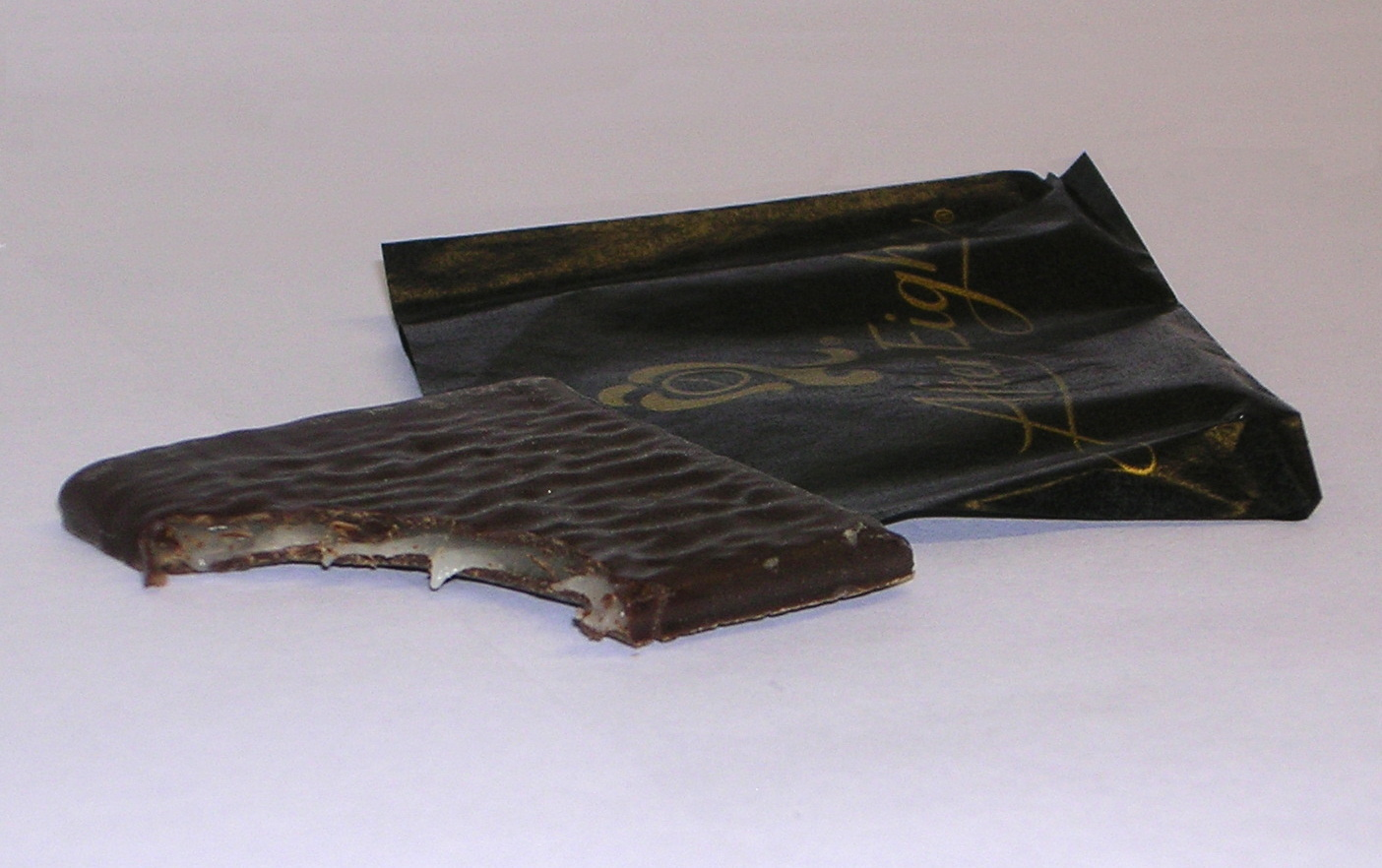
Een After Eight

Een After Eight is een dun vierkant chocolaatje, dat gemaakt wordt door Nestlé. De buitenkant bestaat uit een dun chocolade-laagje, en de binnenkant is gevuld met een menthol-achtige crème. 
Het merk After Eight werd in 1962 op de Engelse markt geïntroduceerd door de Britse firma Rowntree. In de jaren daarna werd het ook naar andere landen in Europa geëxporteerd. In 1988 werd Rowntree overgenomen door de multinational Nestlé, die daarmee ook de rechten van After Eight verkreeg. Tegenwoordig worden er een miljard After Eights per jaar gemaakt, die worden verkocht in Amerika en Europa.